# Elizabeth C. Crosby
Pour les articles homonymes, voir Crosby.
Elizabeth C. Crosby (25 octobre 1888 - 28 juillet 1983) est une neuroanatomiste américaine,. Elizabeth C. Crosby naît de Lewis Frederick et Francis Kreps Crosby à Petersburg, Michigan en 1888,.
Crosby reçoit la Médaille nationale de la science du président Jimmy Carter en 1979 « pour ses contributions exceptionnelles à la neuroanatomie comparative et humaine et pour la synthèse et la transmission des connaissances de l'ensemble du système nerveux de l'embranchement des vertébrés ». Ses « descriptions minutieuses » des cerveaux des vertébrés — en particulier des reptiles — permettent de « tracer les grandes lignes de l'histoire de l'évolution » et son travail d'assistante de diagnostic clinique auprès des neurochirurgiens permet d'établir « la corrélation entre l'anatomie et la chirurgie ».

## Formation et carrière
Elizabeth Crosby est diplômée de l'Adrian College avec un Bachelor of Science en mathématiques en 1910. Influencée par le professeure de physique et de chimie Elmer Jones, elle s'inscrit à l'université de Chicago sous la direction de C. Judson Herrick et obtient sa maîtrise en biologie en 1912, puis son doctorat en anatomie en 1915 grâce à une bourse. En 1920, Crosby accepte un poste d'enseignante au département d'anatomie de l'université du Michigan sous la direction de G. Carl Huber ; ses cours portent notamment sur l'histologie et la neuroanatomie. En 1923, Crosby prend un congé sabbatique pour travailler avec le célèbre scientifique C. U. Ariëns Kappers à l'Institut central de recherche sur le cerveau d'Amsterdam. Pendant cette période, elle a apporté une contribution importante à The Comparative Anatomy of the Nervous System of Vertebrates (1936). Bien que Crosby n'ait pas de formation médicale, elle devient la première femme à recevoir un poste de professeure titulaire à la faculté de médecine de l'université du Michigan, en 1936, et la première à recevoir le Faculty Achievement Award de l'université, remis en 1956.
En 1939, elle prend un congé sabbatique pour travailler avec le professeure Robert Douglas Lockhart à l'université d'Aberdeen en Écosse. En raison de l'introduction de restrictions sur les voyages transatlantiques pendant la Seconde Guerre mondiale, elle y reste involontairement jusqu'en 1941. 
Elle devient finalement professeure émérite d'anatomie et consultante en neurochirurgie avant de quitter l'université du Michigan pour l'université de l'Alabama à Birmingham en 1963, où elle est redevient professeure émérite d'anatomie. Elle est intronisée au Alabama Women's Hall of Fame en 1987. L'excellence de l'enseignement de Crosby est officiellement reconnue en 1957 lorsque la Galens Society de l'école de médecine de l'université du Michigan crée le prix annuel Elizabeth C. Crosby pour le meilleur enseignement préclinique de l'école.

## Récompenses
Elle reçoit plusieurs prix :
- 1926 : prix Solis de l'université du Michigan
- 1946 : Henry Russell Lectureship de l'université du Michigan
- 1950 : Achievement Award de l'American Association of University Women[8]
- 1957 : prix Elizabeth C. Crosby pour le meilleur enseignement préclinique, établi par la Société Galens de l'école de médecine de l'université du Michigan
- 1969 : prix Karl Spencer Lashley
- 1970 : doctorat honorifique en sciences de l'université du Michigan
- 1972 : prix Henry Gray de l'Association américaine des anatomistes
- 1980 : Distinguished Faculty Lecturer de l'université de l'Alabama[3]
- 1980 : Médaille nationale de la science présentée par le président Jimmy Carter

## Œuvres choisies
- 1917, "The forebrain of alligator mississippiensis", Journal of Comparative Neurology, 79 (1):1-14.
- 1936, avec Cornelius Ubbo Ariëns Kappers et G. Carl Huber, The Comparative Anatomy of the Nervous System of Vertebrates, including Man : vol. 1, vol. 2. New York : Hafner Publishing Company. OCLC 560551865.
- 1955, avec Kahn, Edgar A. ; Basset, Robert ; Schbeider, Richard C., "Correlative neurosurgery"[2] : Springfield : Charles C. Thomas. Une 2e édition en 1969, une dernière 3e édition en 1982.
- 1960, avec Herrick, C. Judson (Charles Judson), "A Laboratory outline of neurology" : [Philadelphie, W.B. Saunders.
- 1962, Correlative Anatomy of the Nervous System. New York : Macmillan. OCLC 557246.
- 1976, avec aoûtine, J., "The functional significance of certain duplicate motor patterns on the cerebral cortex in primates including man",Clinical Neurology and Neurosurgery,79(1):1-14[3].
- 1982, avec H.N. Schnitzlein, "Comparative correlative neuroanatomy of the vertebrate telencephalon" : [New York, McMillan. OCLC